# Vår tid är nu (säsong 4)
Vår tid är nu – 1951 är den fjärde säsongen av TV-serien Vår tid är nu. Det är en minisäsong med endast fyra avsnitt som spelades in sommaren och hösten 2019 (under arbetsnamnet Vår tid är nu Julspecial) och visades i SVT1 under jul och nyår 2020-2021 (25–26 december 2020 och 1–2 januari 2021).Därefter kan Vår tid är nu - 1951 ses på SVT Play. 

## Handling
I denna säsong går handlingen tillbaka till år 1951 då familjen Löwander driver en sommarrestaurang på Gällnö i Stockholms skärgård. Denna miniserie tillkom för att många tittare upplevde ett glapp i handlingen mellan säsong 1 och säsong 2. I början av säsong 2 var huvudpersonerna Nina Löwander (Hedda Stiernstedt) och Calle Svensson (Charlie Gustafsson) åter ett par, utan att tittarna fått följa hur detta skett. Den fjärde säsongen, den så kallade Julspecialen, fyller ut denna lucka i handlingen.

## Rollista (i urval)
- Hedda Stiernstedt – Nina Löwander
- Charlie Gustafsson – Calle Svensson
- Hannes Fohlin – Erik Rehnsköld
- Suzanne Reuter – Helga Löwander
- Peter Dalle – Stickan
- Adam Lundgren – Peter Löwander
- Lyvån Lidén – Christina Löwander
- Lina Sundén –  Barnskötare Kerstin
- Malin Persson – Sonja
- Anna Bjelkerud – Ethel
- Josefin Neldén – Maggan
- Rasmus Troedsson – Bellan Roos
- Jessica Zandén – Ebba Rehnsköld
- Sven-Åke Gustavsson – Odd
- Jacob Nordenson – Fogelberg
- Tomas Norström – Bengtsson
- Johan Wahlström – Ceder
- Ika Nord – Psykiatriker

## Avsnitt
Samtliga avsnitt lades ut på SVT Play 25 december 2020. Avsnitt 1 sändes även på SVT 1 fredag 25 december, avsnitt 2 lördag 26 december 2020, avsnitt 3 fredag 1 januari 2021 och avsnitt 4 lördag 2 januari 2021.
| Nr i serien | Nr i säsongen | Titel       | Regissör      | Manus                                          | Sändningsdatum   | Tittarsiffror (miljoner) |
| ----------- | ------------- | ----------- | ------------- | ---------------------------------------------- | ---------------- | ------------------------ |
| 29          | 1             | "Försommar" | Måns Herngren | Ulf Kvensler, Malin Nevander & Johan Rosenlind | 25 december 2020 | –                        |
| 30          | 2             | "Midsommar" | Måns Herngren | Ulf Kvensler, Malin Nevander & Johan Rosenlind | 25 december 2020 | –                        |
| 31          | 3             | "Högsommar" | Måns Herngren | Ulf Kvensler, Malin Nevander & Johan Rosenlind | 25 december 2020 | –                        |
| 32          | 4             | "Sensommar" | Måns Herngren | Ulf Kvensler, Malin Nevander & Johan Rosenlind | 25 december 2020 | –                        |